# Selaginella palauensis
Selaginella palauensis är en mosslummerväxtart som beskrevs av Hosakawa. Selaginella palauensis ingår i släktet mosslumrar, och familjen mosslummerväxter. Inga underarter finns listade i Catalogue of Life.